# Rex Corda – Der Retter der Erde
Rex Corda – Der Retter der Erde ist eine deutsche Science-Fiction-Serie, die in 38 Heften vom 7. November 1966 bis 28. August 1967 im Bastei-Verlag erschien.

## Allgemeines
Zusammen mit Perry Rhodan und Ren Dhark gehörte Rex Corda zu den wichtigsten SF-Heftserien der 1960er Jahre.
Hauptautor war der deutsche Science-Fiction-Autor H. G. Francis, der die Serie gemeinsam mit Manfred Wegener konzipierte. Initialzündung war eine Redaktionskonferenz des Kelter Verlags für Ren Dhark, an der die beiden als Koautoren beteiligt waren. Grundlage für die Handlung bildete der kurz zuvor publizierte Heftroman von Francis Die Horden aus dem All (1966, in der Reihe Zauberkreis SF).
Nach dem Aus für Rex Corda wechselte fast das gesamte Team der Corda-Autoren um H. G. Francis zum Pabel-Verlag. Bereits Ende 1967 erschien in der Reihe Utopia-SF die Serie Ad Astra - Chet Morrows Weg zu den Sternen, ab Band 550 gab es alle 14 Tage einen neuen Chet-Morrow-Band. Wegen der Einstellung der Utopia-Heftreihe musste Francis, der erneut, wie bei Rex Corda, die Exposés schrieb, seine Serie mit Band 21 abrupt beenden.

## Inhaltliches
Rex Corda schildert den Kampf der Terraner, die sich unvermittelt zwischen zwei raumfahrenden rivalisierenden Völkern der Galaxis wiederfinden, die einander schon seit Jahrtausenden erbarmungslos bekämpfen. Die Titelfigur Rex Corda, ein US-amerikanischer Senator, versucht, die Erde zu retten und gleichzeitig deren eigene Interessen zu vertreten.
In der Serie spielen Motive des Stellvertreterkriegs in Vietnam mit: Ein Volk (hier: die Terraner) agiert zwischen zwei übermächtigen Gegnern, den Laktonen und Orathonen. Rex Corda kann im Verlauf der Handlung teilweise die Handlungshoheit der Terraner wiederherstellen.
Trotz einiger für den damaligen Heftroman neuer Ansätze (der kosmopolitische Hintergrund war beispielsweise wesentlich besser ausgearbeitet als bei Ren Dhark) konnte Rex Corda nicht dauerhaft gegen die Konkurrenz auf dem Markt bestehen.

## Auflagen bzw. Erscheinungsformen
Rex Corda ist in Form der sogenannten Heftromane erschienen, die ersten 33 Hefte wöchentlich, danach nur noch vierzehntäglich. Die Serie endete mit Ausgabe 38.
Weil remittierte Exemplare im Gegensatz zu anderen Heftserien nicht als Sammelbände oder über „Wühltische“ in Kaufhäusern verkauft wurden, gelten die Hefte heute als Rarität. Die unverkauften Hefte (angeblich über 80 Prozent bei einer Druckauflage von anfangs 100.000 Exemplaren) wurden allesamt vernichtet. 
Seit 2002 erlebt die Serie im Mohlberg-Verlag eine überarbeitete Neuauflage in Buchform, zuerst unter der Leitung von Dirk van den Boom, später übernahm Manfred H. Rückert diese Aufgabe. Zusätzlich erscheinen auch neu verfasste Romane, sowohl für die Hauptserie, sowie unter dem Label Rex Corda Nova Einzelabenteuer. Daneben gab es die zwölfteilige Spin-off-Serie Sigam Agelon.

## Autoren
Bände 1–38 (Originalserie)
- H. G. Francis
- Manfred Wegener
- Thomas R. P. Mielke
- Arno Zoller alias Rolf Werner Liersch
- Jürgen Grasmück (Pseudonym J.A.Garrett)

Bände 39 ff (aktuelle Fortschreibung)
- Martin Kay
- Manfred H. Rückert
- Dirk van den Boom
- Margret Schwekendiek
- Mara Laue
- Oliver Müller
- Thomas T. C. Franke

Die Titelbilder fertigte Hans Möller.

## Titel der Heftromane
01: H. G. Francis:  Die Stunde Null
02: H. G. Francis/Manfred Wegener:  Notruf von Terra
03: H. G. Francis/Manfred Wegener:  Die Agenten von Lakton
04: H. G. Francis:  Der Flug durch die Erde
05: T. R. P. Mielke:  Die Bomben des Verräters
06: Manfred Wegener:  Angriffsziel Transmitter
07: H. G. Francis:  Mutaras letzter Kampf
08: H. G. Francis:  Tod für Terra
09: Arno Zoller:  Die Falle im Kosmos
10: T. R. P. Mielke:  Flucht in den Hyperraum
11: H. G. Francis:  Die Stunde der Mutanten
12: Manfred Wegener:  Der Energiefresser
13: Manfred Wegener:  Raumfestung Schalmirane
14: T. R. P. Mielke:  Gestrandet in der Hölle
15: H. G. Francis:  Teuflische Überraschung
16: Arno Zoller:  Im Tempel der Sirenen
17: H. G. Francis:  Die Rache der Orathonen
18: T. R. P. Mielke:  Todestrip nach Teckan
19: H. G. Francis:  Revolution der Genies
20: Arno Zoller:  Das Schicksal der "Veränderten"
21: T. R. P. Mielke:  Der Unbesiegbare
22: H. G. Francis:  Experimente des Schreckens
23: Manfred Wegener:  Gefahr durch Becon
24: Arno Zoller:  Der kosmische Verbrecher
25: T. R. P. Mielke:  Der Brudermörder von Kalta
26: H. G. Francis:  Aufruhr der Geknechteten
27: Arno Zoller:  Rebellion der Mutanten
28: H. G. Francis:  Die Sonnentöter
29: T. R. P. Mielke:  Amoklauf der Nokis
30: J. A. Garrett:  Im Banne der singenden Fäden
31: H. G. Francis:  Duell der Titanen
32: T. R. P. Mielke:  Vorstoß zu den Zeitlosen
33: Arno Zoller:  Chaos in der Galaxis
34: J. A. Garrett:  Konterschlag der Zeitlosen
35: H. G. Francis:  Die Roboter von Warrow
36: Arno Zoller:  Terror im Mikroreich
37: T. R. P. Mielke:  Triumph über den Titanen
38: J. A. Garrett:  Sigam Agelons Ende

## Titel der Fortsetzungen im Mohlberg-Verlag
19: J. A. Garrett, Thomas R.P. Mielke, Margret Schwekendiek:  Triumph über den Titanen (enthält 50 % neue Texte)
20: H.G. Francis, Mara Laue, Manfred H. Rückert:  Die ewige Strafe (enthält den Abschlussband der Heftromanserie und neue Texte)
21: Margret Schwekendiek, Mara Laue:  Flucht aus der Hölle
22: Mara Laue, Dirk van den Boom:  Ein Toter soll nicht sterben
23: Margret Schwekendiek, Mara Laue:  Der falsche Agelon
24: Margret Schwekendiek, Mara Laue:  Planet der Rätsel
25: Margret Schwekendiek, Mara Laue:  Tod einer Zeitlosen
26: Margret Schwekendiek, Mara Laue:  Khara am Abgrund
27: Rüdiger Schäfer:  Orathonenzorn
28: Margret Schwekendiek, Mara Laue:  Chaos über Aglan
29: Margret Schwekendiek, Manfred H. Rückert:  Pakt mit dem Teufel
30: Margret Schwekendiek, Oliver Müller:  Frosttod über Aglan
31: Margret Schwekendiek, Oliver Müller:  Der Hyperschock
32: Margret Schwekendiek, Oliver Müller:  Die Stunde der Rebellen
33: Margret Schwekendiek, Oliver Müller:  Der Tod fliegt mit
34: Margret Schwekendiek, Oliver Müller:  Der Befehl des Schenna
35: Margret Schwekendiek, Oliver Müller: Das Vermächtnis der Zeitlosen
36: Margret Schwekendiek, Oliver Müller: Jahrtausendchronik
37: Michael Edelbrock, Manfred H. Rückert: Im Bann des Frosttods
38: Michael Edelbrock, Thomas T. C. Franke: Eine Chance für die Erde
39: Joachim Geupel, Dietmar Doering, Manfred H. Rückert: Die weinende Sonne
40: Joachim Geupel, Dietmar Doering, Thomas T. C. Franke: Artefakte der Macht

## Rex Corda Nova
Rex Corda Nova ist die Ergänzung zu den klassischen Abenteuern von Rex Corda. Sie enthalten neue Texte, in denen Ereignisse geschildert werden, die in der Altserie ggf. zu kurz gekommen sind, bisherige Lebenswege wichtiger Handlungspersonen und auch die Fortsetzung alter Handlungslinien.
1: Dirk van den Boom:  Feind der FAMILIE (2004)
2: Martin Kay:  Welt im Trichter (2005)
3: Manfred H. Rückert:  Die Rückkehr des Diktators (2006)
4: Margret Schwekendiek:  Agentin für Lakton (2007)
5: Margret Schwekendiek:  Feind im Niemandsland (2009)
6: Mara Laue:  Todesfalle Noki-Som (2010)
7: Thomas T. C. Franke: Der Phantomplanet (2018)
8: Michael Edelbrock: Das Mental-Labyrinth (2023)

## Sigam Agelon - Schatten über der Galaxis
Sigam Agelon, der dritte Sohn des orathonischen Gewaltherrschers, wurde für seine Untaten von seinem Vater bestraft. Doch auf dem Weg zur Offiziersakademie, auf der er Demut lernen sollte, passiert etwas Unvorhergesehenes und der machtbewusste junge Mann muss viele Lichtjahre vom Heimatplaneten entfernt um sein Leben kämpfen.
Zuerst noch unterstützt von einer großen Anzahl willenloser Helfer, strandet er zum Schluss allein auf einem fremden Planeten – sein »Material« ist verbraucht...
Der machtbesessene junge Mann gerät auf den Planeten Vaiko, tausende Lichtjahre von Orathon entfernt und muss seine ganzen Fähigkeiten einsetzen, um als Killer seine Auftraggeber zufriedenzustellen...
Aber Sigam Agelon lässt sich so schnell nicht unterkriegen – nicht umsonst ist er ein Sohn des Moga!
Die Handlung schließt an Rex Corda Nova Band 1 Feind der Familie an.
01: Dirk van den Boom:  Der Weg des Verbannten (2005)
02: Irene Salzmann:  Lager der Unwürdigen (2005)
03: Sylke Brandt:  Kokon der Verheißung (2006)
04: Manfred H. Rückert:  Die Beschützer (2006)
05: Rüdiger Schäfer:  Auftrag: Mord (2006)
06: Irene Salzmann:  Die Bedrohung (2007)
07: Sylke Brandt:  Infektion der Liebe (2007)
08: Margret Schwekendiek:  Festival der Beschützer (2007)
09: Manfred H. Rückert:  Flug nach Dorak (2008)
10: Rüdiger Schäfer:  Die verbotene Zone (2008)
11: Irene Salzmann: Blick in die Vergangenheit
12: Margret Schwekendiek: Der Fluch der Beschützer

## Verlage
- Bastei-Verlag
- Mohlberg-Verlag